# Gregory Aymond
Gregory Michael Aymond (ur. 12 listopada 1949 w Nowym Orleanie) – amerykański duchowny katolicki, arcybiskup Nowego Orleanu.

## Życiorys
Jest najstarszy z trójki rodzeństwa. W latach 1967–1971 kształcił w St. Joseph Seminary College w pobliżu Covington. Następnie pobierał nauki w seminarium Notre Dame, a także na Loyola University. Święcenia kapłańskie otrzymał 10 maja 1975, a udzielił ich Philip Hannan, ówczesny zwierzchnik archidiecezji Nowy Orlean. Przez kolejnych sześć lat był rektorem i profesorem w seminarium przygotowawczym św. Jana Vianneya. Został następnie dyrektorem edukacji i profesorem teologii pastoralnej i homiletyki na swej alma mater Notre Dame. W latach 1986–2000 rektor tej uczelni.
19 listopada 1996 otrzymał nominację na biskupa pomocniczego Nowego Orleanu ze stolicą tytularną Acholla. Sakry udzielił mu Francis Schulte, arcybiskup Nowego Orleanu. 2 lipca 2000 mianowany koadiutorem biskupa Austin w Teksasie. Sukcesję przejął 2 stycznia 2001. Po ośmiu latach pasterzowania w diecezji Austin papież Benedykt XVI mianował go 12 czerwca 2009 roku nowym zwierzchnikiem archidiecezji Nowy Orlean. Ingres miał miejsce 20 sierpnia tego samego roku.
W marcu 2020 roku został zakażony koronawirusem SARS-CoV-2 i poddał się kwarantannie.